# Discurs veritable contra els cristians

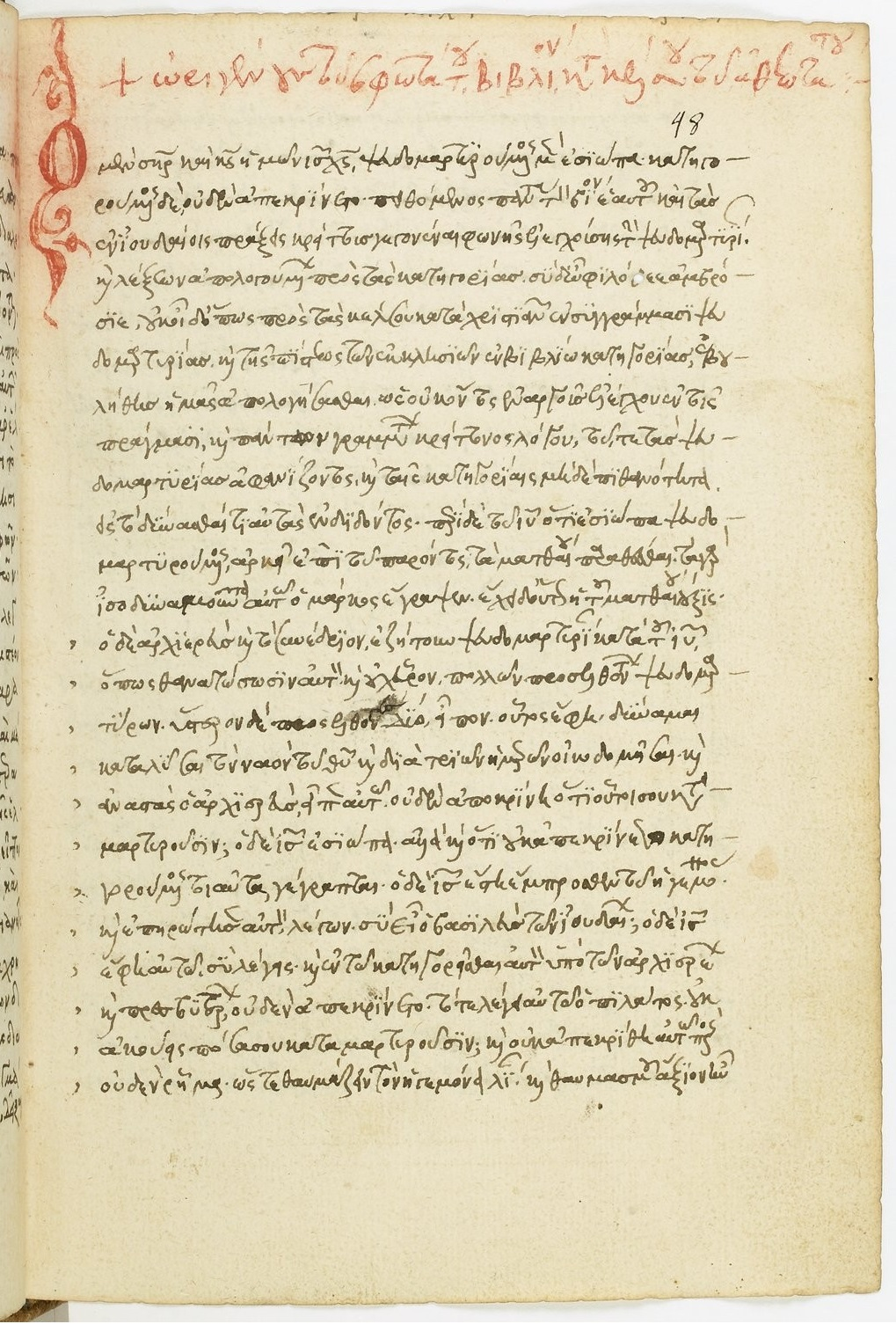
Text grec del tractat apologètic d'Orígens Contra Cels. La major part del text del Discurs veritable va sobreviure gràcies a aquesta refutació

Discurs veritable (o Paraula, Report, Doctrina, Verb; en grec: Λόγος Ἀληθής, Logos Alēthēs), també anomenat Discurs veritable contra els cristians, és un tractat perdut en què el filòsof grec Cels va abordar molts punts del cristianisme primitiu i va refutar-los o va argumentar en contra de la seua validesa. En Discurs veritable, Cels ataca el cristianisme de tres maneres: refutant les seues afirmacions filosòfiques, marcant-lo com un fenomen associat amb la classe baixa i sense educació, i advertint a la seua audiència que era un perill per a l'Imperi romà. Tota la informació relativa a l'obra existeix només en les extenses cites en Contra Celsum (Contra Cels), escrita uns setanta anys després per Orígenes d'Alexandria. La transcripció d'Orígenes de l'obra és molt precisa; potser, però, no permet pas veure una imatge completa del treball primigeni.

## Fons
Cels fou un escriptor més dins la llarga tradició d'escriptors i filòsofs llatins que escrigueren en contra del cristianisme, perquè trobaven que les seues doctrines eren inescrutables o francament estúpides. El problema principal que la majoria dels ciutadans romans i el govern tenien respecte als cristians era la seua negativa a participar en els sacrificis que s'ofrenaven a l'emperador i a l'estat romà, sacrificis que formaven part de la política, religió i cultura romanes. La majoria de ciutadans no podien pas entendre la insistència dels cristians en la seua pròpia superioritat i el seu camí exclusiu cap a la "salvació". Tampoc entenien les afirmacions que eren una religió única amb una llarga història que es remuntava a l'antiguitat, donada la seua recent separació del judaisme i l'ús de texts jueus antics, tant per a formular la seua teologia com per a recolzar les seues afirmacions religioses.
Aquests escriptors romans, que sovint deien ser membres lleials de l'imperi i la societat romana, també estaven «preocupats per l'aparent incoherència de la posició cristiana cap a la societat i cap a la religió reconeguda per l'estat». Segons Earle Cairns, «[l]a sobirania exclusiva de Crist xocà amb els reclams de Cèsar de la seua pròpia sobirania exclusiva». Els cristians eren considerats una «amenaça pertorbadora i, cosa més important, una amenaça competitiva per a l'ordre tradicional basat en la classe i el gènere de la societat romana». Tots aquests factors dugueren els cristians a ser classificats com a enemics de la societat. Els filòsofs romans també atacaren els principis morals i ètics cristians perquè «el cristianisme del segle I encara havia de crear un sistema de creences atacables o un cànon fix d'escrits dels quals es poguessen extraure tals creences». Cels fou un entre tants, com ara Llucià de Samòsata o Porfiri, que escrigué contra el cristianisme.

## Cels i la seua obra
Cels era grec o romà, i va escriure durant la segona meitat del segle ii. Se'n sap molt poc sobre els orígens o la seua vida. L'obra en la forma original s'ha perdut i el Discurs veritable sobreviu sols en extractes de l'obra de l'erudit cristià Orígenes d'Alexandria, Contra Cels, que va citar a Cels per a refutar-lo. Orígenes assenyala que Cels va viure en la primera meitat del segle ii, tot i que la majoria d'erudits moderns concorden que Cels degué escriure al voltant del 170–180. La majoria d'erudits moderns pensen que Cels no es va basar pas en els «rumors i proves d'oïdes» que molts altres detractors cristians d'aquest període feren servir, sinó que es basava en les seues pròpies observacions i va mostrar coneixement de la Bíblia jueva, del Nou Testament de la Bíblia cristiana, així com d'altres escrits jueus (una font desconeguda referida per Orígenes com el «jueu de Cels») i cristians (probablement obres de Justí el Màrtir o Aristides d'Atenes).

## Sumari

### Arguments filosòfics i teològics
El primer punt principal de Cels en el Discurs veritable fou refutar la validesa del cristianisme. Al seu parer, la teologia cristiana es basava en una amalgama d'idees filosòfiques orientals falses unides sense cura. Afirmava que els cristians «teixien opinions errònies extretes de fonts antigues i les proclamaven». Cels va fer una crítica fil per randa de la doctrina cristiana, i per què ningú hauria de creure-se-la. Va negar el naixement virginal de Jesús i acusà Maria de cometre adulteri. La seva teoria no era pas nova, ja que fins i tot els jueus de l'època deien el mateix.
Cels critica la resta de les històries cristianes, que ara constitueixen la Bíblia cristiana, com a molt poc atractives en comparança amb les llegendes gregues i romanes de déus poderosos i colorits. Cels també considerava la filosofia cristiana mancada d'atributs en comparança amb la filosofia grega, i concloïa que «les coses es diuen molt millor entre els grecs». Cels considerava Plató com a representant dels filòsofs grecs i, segons ell, en comparar les dues tradicions filosòfiques, el cristianisme semblava molt desavantatjat, perquè «Plató no és culpable de jactància i falsedat», un crim que Cels òbviament sent que és una marca registrada dels teòlegs cristians. L'única connexió que va fer Cels entre la filosofia grega i el cristianisme és quan afirma que «Jesús va pervertir les paraules del filòsof» (és a dir, de Plató).

Cels compara el Déu cristià amb els de la mitologia romana i grega, i considera el primer mancat d'atributs divins, és a dir, que no podria ser pas un déu, perquè no era pas omniscient ni totpoderós. Cels no dedueix cap explicació per a les accions del Déu cristià, com ara les inundacions, les catàstrofes naturals i la introducció del mal en el món, excepte que Déu volia cridar l'atenció sobre la seua grandesa perquè sentia que la humanitat li estava donant «menys del que li era degut».
Les velles llegendes que narren el naixement diví de Perseu, d'Amfió, d'Eacus, de Minos, hui ja ningú se les creu. Almenys, però, deixen fora de perill certa versemblança, perquè s'atribueixen a aquests personatges accions veritablement grans, admirables i útils per a les persones. Tu, però, què vas fer o dir que fos tan meravellós? Al Temple la insistència dels jueus no va poder arrancar-te un sol senyal que pogués manifestar que ets veritablement el Fill de Déu.
Cels conclou que els cristians feien servir l'explicació de Déu «provant-los» per a disfressar el fet que el seu Déu no era pas prou poderós com per a lluitar amb èxit contra Satanàs, sinó que estava «indefens». Cels escriu que Satanàs era un invent humà emprat pels cristians per a espantar la gent, perquè cregués en les seues filosofies i s'unissen a ells o, si realment existia, aleshores era una prova que Déu no era pas totpoderós, sinó un déu menor feble i dolent, perquè només un ésser venjatiu i insegur castigaria la humanitat per ser enganyada per un mal que ha estat massa feble per a detenir. L'aparent «fe cega» dels cristians era desconcertant per a Cels, i l'emprà per a recolzar encara més la seua afirmació que el cristianisme era una religió falsa. Al seu parer, el principi bàsic del cristianisme era «No faces preguntes, només creu» i «La teua fe et salvarà».

### Estatus i atractiu del cristianisme
Cels es queixava que el cristianisme era un fenomen limitat principalment a la classe pobra. Afirmava que els cristians cercaven i convertien activament els ignorants, sense educació i de classe baixa, ja que eren les úniques persones que creien en una teologia tan ridícula i seguien cegament les seues doctrines. Si un individu fos de la classe alta i, per tant, ben educat i naturalment de bon caràcter, no s'hi convertiria perquè no podria creure en les suposicions absurdes que s'havia de fer per a ser considerat «cristià».
L'equitat obliga, però, a reconéixer que n'hi ha entre ells gent honesta, que no està pas totalment privada de llums, ni és escassa d'enginy per a eixir de les dificultats per mitjà d'al·legories. És a aquests, als quals aquest llibre va dirigit pròpiament, perquè si són honestos, sincers i clars, sentiran la veu de la raó i de la veritat, com així espere.
Cels es va revelar com a membre de la classe alta quan fa les seues declaracions respecte a Jesús, que òbviament no podia ser fill de Déu, ja que va nàixer com un artesà. Va declarar que Maria hauria estat indigna de ser assenyalada per Déu «perquè no era rica ni de rang reial». Cels també afirma que el cristianisme estava en contra de la millora personal, perquè això podria fer que els seus seguidors descobrissen les fal·làcies dins de la seua religió. Conclou que els cristians convertien la gent «guiant els malvats amb esperances buides, i persuadint-los a menysprear les coses millors, dient-los que si se n'abstenien fora millor [...]».

### El cristianisme com a perill per a Roma
L'argument principal de Cels contra el cristianisme, i per què l'ataca amb tant de vigor, és perquè el considera una força divisiva i destructiva que danyaria tant la societat com l'Imperi romà. L'adhesió a la religió romana secundada per l'estat era obligatòria i les autoritats romanes la consideraven necessària per a la gestió del sistema polític. Una de les parts integrals de la religió era la reverència i els sacrificis ocasionals a l'emperador, un acte en què els cristians es negaven a participar, ja que pensaven que s'acostava molt a la idolatria i a l'adoració d'un Déu que no era seu.

Cels enumera moltes raons per les quals els seus lectors romans podien deduir fàcilment que el cristianisme estava posant en perill la unitat i l'estabilitat de l'imperi. El cristianisme s'origina en el judaisme, els seguidors del qual, tot i que vivien dins de l'imperi, ja s'havien rebel·lat contra el domini romà algunes vegades. La comunitat cristiana s'havia dividit encara més entre si, i Cels es planyia que «els assumptes estan determinats de diferents maneres per les diverses sectes». Aquesta dissensió entre faccions dins el cristianisme demostrava als romans que els cristians que ni tan sols podien unir-se sota les seues pròpies creences compartides. Eren un poble divisiu i no sols causaven friccions dins de la seua pròpia filosofia, sinó que fragmentaven la unitat de l'imperi. Finalment, Cels i altres escriptors romans creien que «els cristians eren perillosos precisament perquè posaven l'avanç de les seues creences per sobre del bé comú i del benestar de l'estat».
Hi ha una estirp nova de persones, nascudes ahir, sense pàtria ni tradicions, unides contra totes les institucions religioses i civils, perseguides per la justícia, universalment marcades d'infàmia, però que es glorien de l'execració comuna.
El secret amb què els cristians es reunien i practicaven la seua religió era un altre problema per a Cels. Comentà que els cristians «entren en associacions secretes entre si, contràries a la llei». Cels declara que no hi havia res de dolent a jurar lleialtat a un rei o emperador, perquè proporciona l'entorn estable en què tota la ciutadania pot viure lliurement i, a canvi, era deure de cada ciutadà romà ajudar l'emperador i «treballar amb ell en el manteniment de la justícia».
Cels dona només una solució per a resoldre els problemes que creia que el cristianisme inevitablement crearia dins de l'imperi. Ordena que els cristians han de respectar l'emperador i realitzar rituals als déus de l'estat romà. Si no poden o no volen participar en la religió imperial, no han de «prendre part en els afers de la vida; sinó […] partir d'ací al més aviat possible i no deixar pas cap mena de posteritat després d'ells».

## Resposta d'Orígenes
La tàctica habitual de l'Església per a tractar amb escrits hostils era ignorar-los; el raonament que en feien era que, eventualment, els escrits es perdrien i tot s'oblidaria. A mitjan segle iii, Orígenes d'Alexandria va escriure una resposta contra la polèmica de Cels, titulada Contra Cels. En la seua obra, Orígenes refuta sistemàticament cadascun dels arguments de Cels i argumenta que la fe cristiana té una base racional. Orígens es basa en gran manera en els ensenyaments de Plató i argumenta que el cristianisme i la filosofia grega no són pas incompatibles. Sosté que la filosofia conté moltes veritats admirables, però que la Bíblia conté una saviesa molt major que qualsevol cosa que els filòsofs grecs puguen comprendre.
Contra Celsum esdevingué l'obra d'apologètica cristiana més influent de totes; abans que fos escrita, molts consideraven que el cristianisme era simplement una religió popular per a analfabets i sense educació, però Orígenes l'elevà a un nivell de respectabilitat acadèmica. Eusebi de Cesarea assenyalà que Contra Celsum proporcionava una refutació adequada a totes les crítiques que l'Església havia d'enfrontar. Adam Gregerman qualifica Contra Celsum com «una primerenca obra d'apologètica cristiana de valor quasi inigualable». Stephen Thomas conclou que «el valor durador de l'obra continua sent en gran manera el seu caràcter de tesaurus ric per a l'apologètica cristiana, més que com una apologètica raonada en si mateixa».